# Спосіб вбивства
«Спосіб вбивства» (рос. Способ убийства) — український художній фільм, знятий режисером Олегом Гойдою на кіностудії ім. О. Довженка у 1993 році.

## Синопсис
Екранізація однойменного твору Евана Гантера із ціклу «87-а поліцейська ділянка». Фільм розповідає про детектива Стіва Карелла, якій розслідує загадкове самогубство мільйонера Скотта. А в цей час на нього самого полює дружина померлого у в'язниці злочинця, колись арештованого детективом.

## У ролях
- Євдокія Германова — Вірджинія Додж
- Регімантас Адомайтіс — Піт Бірнс
- Олексій Горбунов — Стів Карелла
- Олексій Серебряков — Коттон Хоуз
- Олександр Мілютін — детектив Мейєр
- Антон Гойда — Хел Вілліс
- Олена Сотникова — Анжеліка
- Олена Петрова — Крістін
- Наталія Шостак — Тедді Карелла
- Євген Князєв — Марк Скотт
- Володимир Задніпровський — Алан Скотт
- Олег Комаров — Роджер
- Ігор Слободський — Девід Скотт